# Ксенология
Ксенология (от др.-греч. ξενός — чужой и λόγος — учение) — возникновение гомологичных ДНК-последовательностей в геномах различных видов при «горизонтальном» (ненаследственном) переносе генетического материала между организмами.
Горизонтальный перенос генов происходит при физическом контакте клеток, обменивающихся генетическим материалом, то есть в паразитарных, симбиотических, или ассоциативных системах, то есть ксенологичные гены (ксенологи) обнаруживаются у филогенетически отдалённых, но территориально близких групп клеток или организмов.
В качестве носителей ксенологичной ДНК могут выступать ретровирусы, захватывающие фрагменты оттранслированной в РНК ДНК клетки-хозяина одного вида и встраивающих при следующем инфицировании эти последовательности в геном клеток-хозяев другого вида, у прокариот: плазмиды при конъюгации, бактериофаги при трансдукции, содержащаяся в среде свободная ДНК при трансформации.
При переносе ксенолог может замещать ксенологичный ген (при переносе генов-ортологов).